# Aḫat-abiša
Aḫat-abiša (dt. Schwester ihres Vaters) war Tochter Šarru-kīns II. und später Ehefrau von Ambaris, dem König von Tabal. Die Ehe zwischen der assyrischen Prinzessin und dem Herrscher von Tabal wurde in Zusammenhang mit der Begründung dessen Vasallenverhältnisses zum neuassyrischen Großreich geschlossen. Infolge einer Rebellion gegen Šarru-kīn II. im Jahr 713 wurde Ambaris abgesetzt und inhaftiert, während Tabal zu einer assyrischen Provinz wurde. Es ist möglich, dass mit Aḫat-abiša dieser Provinz dann ein weiblicher Statthalter vorstand.